# Synagoga v Dolním Cetnu
Bývalá synagoga stojí severně od návsi v Dolním Cetnu jako čp. 30. Postavena byla v letech 1872–1873
O deset let později došlo k přestavbě, a v první čtvrtině 20. století pak byla prodána a přebudována k obytným účelům, jimž slouží dodnes. V půdních prostorách se měly dochovat originální štukové výzdoby stropu a okenní detaily. Ve vsi se také nachází židovský hřbitov.